# Asphodeline lutea

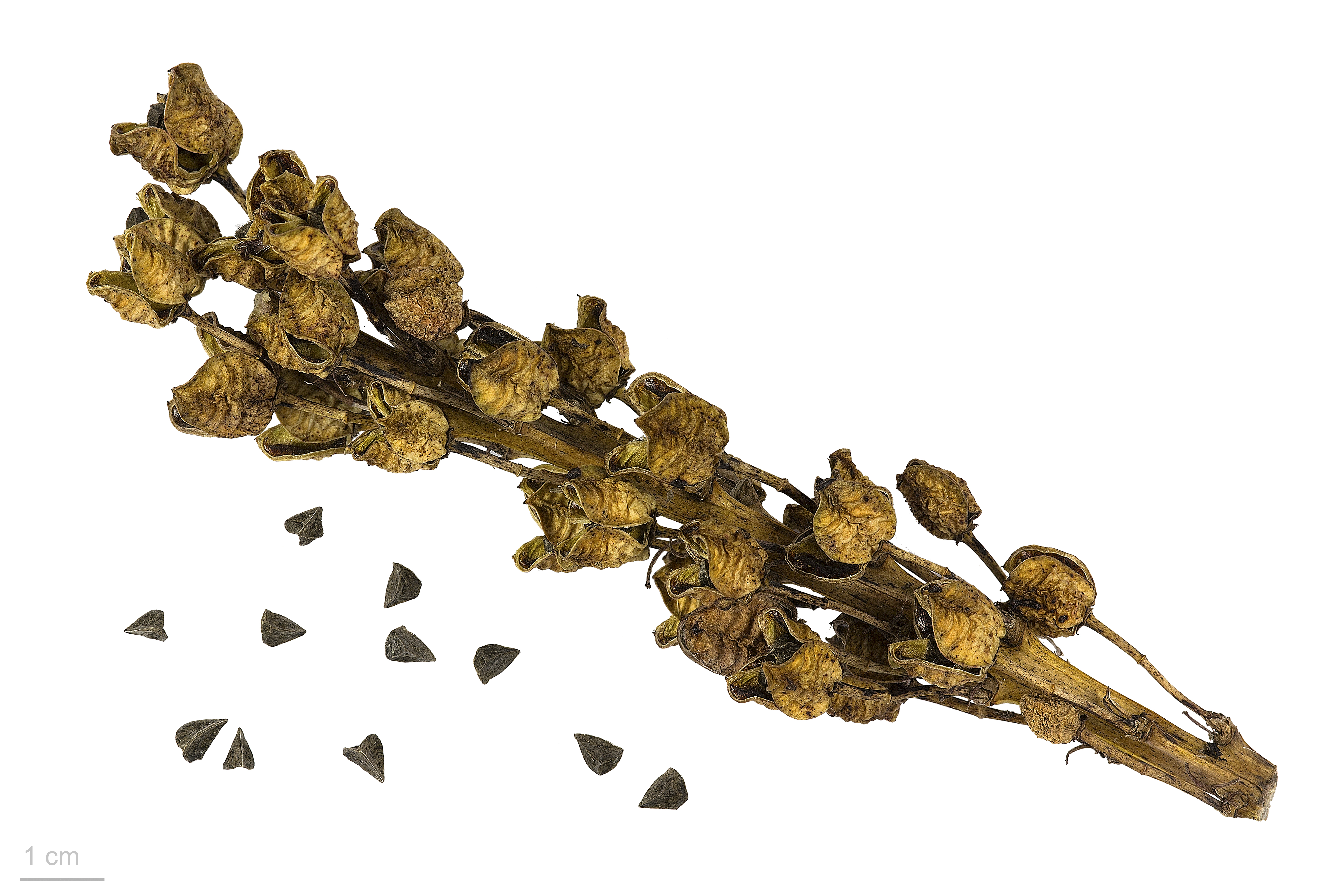
Asphodeline lutea

Asphodeline lutea là một loài thực vật có hoa trong họ Thích diệp thụ. Loài này được (L.) Rchb. miêu tả khoa học đầu tiên năm 1830.
Đây là loài bản địa đông nam châu Âu, bắc châu Phi, và Thổ Nhĩ Kỳ. Loài này được trồng làm cảnh.